# Rekordy klimatyczne w Niemczech
Rekordy klimatyczne w Niemczech – lista rekordów klimatycznych, odnotowanych na obszarze dzisiejszych Niemiec. Pod uwagę bierze się tylko wartości zmierzone lub zaobserwowane w określonym miejscu i czasie, czyli tam gdzie znajdują się punkty pomiarowe.

## Temperatura powietrza
| Wartość | Miejsce              | Kraj związkowy                | Wysokość (w m n.p.m.) | Data                     | Pomiary wykonywane od: |
| ------- | -------------------- | ----------------------------- | --------------------- | ------------------------ | ---------------------- |
| 42,6 °C | Lingen               | Dolna Saksonia                | 23                    | 25 lipca 2019            |                        |
| 40,5 °C | Geilenkirchen        | Nadrenia Północna-Westfalia   | 76                    | 24 lipca 2019            |                        |
| 40,3 °C | Kitzingen            | Bawaria                       | 188                   | 5 lipca, 7 sierpnia 2015 |                        |
| 40,2 °C | Fryburg Bryzgowijski | Badenia-Wirtembergia          | 269                   | 13 sierpnia 2003         | 1949                   |
| 40,2 °C | Gärmersdorf          | Bawaria                       | 383                   | 27 lipca 1983            | 1913                   |
| 40,2 °C | Karlsruhe            | Badenia-Wirtembergia          | 112                   | 13 sierpnia 2003         | 1876                   |
| 39,6 °C | Gera                 | Turyngia                      | 311                   | 5 sierpnia 1994          | 1952                   |
| 39,2 °C | Rheinstetten         | Badenia-Wirtembergia          | 116                   | 31 lipca 1983            | 1948                   |
| 39,0 °C | Mannheim             | Badenia-Wirtembergia          | 96                    | 8 sierpnia 2003          | 1936                   |
| 39,0 °C | Ratyzbona            | Bawaria                       | 365                   | 27 lipca 1983            | 1947                   |
| 39,0 °C | Trewir – Petrisberg  | Nadrenia-Palatynat            | 265                   | 8 sierpnia 2003          | 1948                   |
| 38,9 °C | Chociebuż            | Brandenburgia                 | 69                    | 29 czerwca 1921          | 1887                   |
| 38,8 °C | Kolonia – Bonn       | Nadrenia Północna-Westfalia   | 92                    | 12 sierpnia 2003         | 1957                   |
| 38,7 °C | Frankfurt nad Menem  | Hesja                         | 112                   | 9 sierpnia 2003          | 1949                   |
| 38,6 °C | Norymberga           | Bawaria                       | 314                   | 27 lipca 1983            | 1955                   |
| 38,5 °C | Düsseldorf           | Nadrenia Północna-Westfalia   | 37                    | 8 sierpnia 2003          | 1969                   |
| 38,5 °C | Lindenberg           | Meklemburgia-Pomorze Przednie | 98                    | 2 sierpnia 1992          | 1906                   |
| 38,4 °C | Lahr                 | Badenia-Wirtembergia          | 155                   | 13 sierpnia 2003         | 1950                   |

| Wartość  | Miejsce                 | Kraj związkowy                | Wysokość (w m n.p.m.) | Data             | Pomiary wykonywane od: |
| -------- | ----------------------- | ----------------------------- | --------------------- | ---------------- | ---------------------- |
| -37,8 °C | Wolznach (Pfaffenhofen) | Badenia-Wirtembergia          | 438                   | 12 lutego 1929   | 1926                   |
| -35,6 °C | Zugspitze               | Bawaria                       | 2960                  | 14 lutego 1940   | 1900                   |
| -30,8 °C | Görlitz                 | Saksonia                      | 238                   | 9 lutego 1956    | 1947                   |
| -30,7 °C | Feldberg                | Badenia-Wirtembergia          | 1486                  | 10 lutego 1956   | 1945                   |
| -30,5 °C | Monachium               | Bawaria                       | 446                   | 21 stycznia 1942 | 1941                   |
| -30,4 °C | Fichtelberg             | Saksonia                      | 1213                  | 9 lutego 1956    | 1947                   |
| -29,7 °C | Münster – Osnabrück     | Dolna Saksonia                | 48                    | 27 stycznia 1942 | 1891                   |
| -29,3 °C | Garmisch-Partenkirchen  | Bawaria                       | 719                   | 10 lutego 1956   | 1936                   |
| -29,1 °C | Passawa                 | Bawaria                       | 476                   | 10 lutego 1956   | 1948                   |
| -29,1 °C | Hamburg                 | Hamburg                       | 11                    | 13 lutego 1940   | 1891                   |
| -29,1 °C | Hohenpeißenberg         | Bawaria                       | 977                   | 11 lutego 1929   | 1879                   |
| -28,4 °C | Brocken                 | Saksonia-Anhalt               | 1142                  | 1 lutego 1954    | 1947                   |
| -28,2 °C | Ueckermünde             | Meklemburgia-Pomorze Przednie | 1                     | 15 lutego 1956   | 1947                   |
| -27,6 °C | Lipsk                   | Saksonia                      | 144                   | 14 stycznia 1987 | 1972                   |

## Pozostałe rekordy klimatyczne
| Parametr                                    | Wartość          | Miejsce                  | Kraj związkowy                | Data                | Źródło |
| ------------------------------------------- | ---------------- | ------------------------ | ----------------------------- | ------------------- | ------ |
| Najwyższe opady w ciągu 24 godzin           | 312 mm           | Zinnwald w Osterzgebirge | Saksonia                      | 12-13 sierpnia 2012 | [ 5 ]  |
| Największa intensywność opadu               | 126 mm w 8 minut | Füssen                   | Bawaria                       | 25 maja 1920        | [ 5 ]  |
| Najwyższe opady w ciągu miesiąca            | 777 mm           | Lindau                   | Bawaria                       | maj 1933            | [ 5 ]  |
| Najwyższe opady w ciągu miesiąca            | 777 mm           | Rosenheim                | Bawaria                       | lipiec 1954         | [ 5 ]  |
| Najwyższe opady w ciągu roku                | 3503,1 mm        | Balderschwang            | Bawaria                       | 1970                | [ 5 ]  |
| Najniższe opady w ciągu roku                | 242 mm           | Straußfurt               | Turyngia                      | 1911                | [ 5 ]  |
| Najwyższa pokrywa śniegowa                  | 830 cm           | Zugspitze                | Bawaria                       | 2 kwietnia 1944     | [ 6 ]  |
| Największe opady śniegu w ciągu 24 godzin   | 150 cm           | Zugspitze                | Bawaria                       | 24 marca 2004       | [ 6 ]  |
| Największe usłonecznienie w ciągu miesiąca  | 403 godziny      | Arkona                   | Meklemburgia-Pomorze Przednie | lipiec 1994         | [ 7 ]  |
| Największe usłonecznienie w ciągu roku      | 2329 godzin      | Klippeneck               | Badenia-Wirtembergia          | 1959                | [ 7 ]  |
| Najmniejsze usłonecznienie w ciągu miesiąca | 0 godzin         | Großer Inselsberg        | Turyngia                      | grudzień 1965       | [ 7 ]  |
| Najmniejsze usłonecznienie w ciągu roku     | 929,1 godziny    | Ruhpolding               | Bawaria                       | 1995                | [ 7 ]  |
| Najwyższa prędkość wiatru w porywach        | 335 km/h         | Zugspitze                | Bawaria                       | 12 czerwca 1985     | [ 8 ]  |
| Najwyższe ciśnienie powietrza               | 1057,8 hPa       | Berlin                   | Berlin                        | 23 stycznia 1907    | [ 9 ]  |
| Najniższe ciśnienie powietrza               | 955,4 hPa        | Brema                    | Brema                         | 27 listopada 1983   | [ 9 ]  |